# Adem Salihaj
Adem Salihaj (1950) is een Kosovaars-Albanees politicus van de Democratische Partij van Kosovo.
Adem Salihaj was kortstondig waarnemend premier van Kosovo van 8 tot 23 maart 2005 was, toen hij voorganger Ramush Haradinaj van de Alliantie voor de Toekomst van Kosovo afreisde naar Den Haag om zich te verantwoorden voor het Joegoslavië-tribunaal. Al vrij snel daarop werd hij opgevolgd door Bajram Kosumi, een partijgenoot van Haradinaj. Salihaj werd toen vice-premier.